# Оевуси, Матиас
Матиас Кехинде Оевуси (англ. Mathias Kehinde Oyewusi; род. 2 февраля 1999, Джос) — нигерийский футболист, нападающий клуба «Валансьен».

## Карьера

### «Анкаран»
Воспитанник нигерийской футбольной академии «Флайинг Спорт». Летом 2018 года футболист перешёл в словенский клуб «Анкаран». Дебютировал за клуб 18 августа 2018 года в матче против клуба «Билье», выйдя на поле в стартовом составе и также отличившись дебютным забитым голом. В матче 8 сентября 2023 года против клуба «Нафта 1903» футболист отличился забитым дублем. Затем футболист выбыл из распоряжения клуба, за который за первую половину сезона провёл 4 матча, в которых отличился 3 забитыми голами. 

### «Билье»
В январе 2019 года футболист на правах свободного агента перешёл в словенский клуб «Билье». Дебютировал за клуб 9 марта 2019 года в матче против клуба «Анкаран», выйдя на поле в стартовом составе. Дебютный гол за клуб футболист забил 23 марта 2019 года в матче против клуба «Фужинар». В матче 20 апреля 2019 года против клуба «Доб» футболист отличился забитым дублем. Своим первым хет-триком за клуб футболист отличился 15 мая 2019 года в матче против клуба «Радомлье». На протяжении всего сезона футболист был в клубе одним из ключевых игроков, отличившись 9 забитыми голами. По итогу сезона вместе с клубом заняли итоговое девятое место в чемпионате. 
Новый сезон футболист начал с матча 27 июля 2019 года против клуба «Рогашка», выйдя на поле в стартовом составе. Первым забитым голом в сезоне футболист отличился 25 августа 2019 года в матче против клуба «Брда». В матче 23 ноября 2019 года против клуба «Крка» отличился забитым дублем. На протяжении всего сезона футболист продолжал выступать в клубе в роли одного из ключевых игроков, отличившись 7 забитыми голами. По итогу сезона футболист вместе с клубом завершили чемпионате на итоговом восьмом месте. 

### «Горица» Нова-Горица
В июле 2020 года футболист перешёл в словенский клуб «Постойна». В августе 2020 года на правах арендного соглашения футболист присоединился к клубу «Горица». Дебютировал за клуб 29 августа 2020 года в матче против клуба «Браво», выйдя на замену в начале второго тайма. Дебютный гол за клуб футболист забил 13 сентября 2020 года в матче против клуба «Копер». На протяжении всего сезона футболист был в клубе одним из основных игроков клуба, чередуя матчи в стартовом составе и со скамейки запасных, отличившись 3 забитыми голами и результативной передачей. По итогу сезона футболист вместе с клубом завершил чемпионат на последнем месте, вылетев во Вторую лигу. По окончании срока действия арендного соглашения футболист покинул клуб.

### «Жальгирис»

#### Сезон 2022
В сентябре 2021 года футболист перешёл в литовский клуб «Жальгирис». Однако, из-за юридических проблем со словенским клубом «Постойна», футболист не мог принимать участие в официальных матчах. В феврале 2022 года литовский клуб официально объявил о регистрации футболиста. Дебютировал за клуб 26 февраля 2022 года с поражения в матче за Суперкубок Литвы клубу «Судува». Свой дебютный матч в чемпионате футболист сыграл 4 марта 2022 года против клуба «Ионава», выйдя на замену на 59 минуте. Дебютный гол за клуб футболист забил 13 апреля 2022 года в матче против клуба «Джюгас». В июле 2022 года футболист вместе с клубом отправился на квалификационные матчи Лиги чемпионов УЕФА. Первый матч в рамках еврокубкового турнира сыграл 5 июля 2022 года против косоварского клуба «Балкани». Вместе с клубом футболист дошёл до третьего квалификационного раунда Лиги чемпионов УЕФА, где по сумме матчей уступили норвежскому клубу «Будё-Глимт» и вылетели в квалификационный раунд плей-офф Лиги Европы УЕФА, где также уступили, только уже болгарскому «Лудогорцу», по итогу квалифицировавшись в групповой этап Лиги конференций УЕФА. Первый матч в групповом этапе Лиги конференций УЕФА футболист сыграл 8 сентября 2022 года против словацкого «Слована». Вместе с клубом футболист стал обладателем Кубка Литвы, где в финале 16 октября 2022 года победили клуб «Хегельманн». Первыми голами в рамках Лиги конференций УЕФА футболист отличился 27 октября 2022 года в матче против швейцарского «Базеля». По итогу группового этапа футболист вместе с клубом заняли последнее место и завершили свою еврокубковую компанию. В матче 6 ноября 2022 года против клуба «Судува» отличился очередным забитым дублем. По итогу сезона футболист вместе с клубом стал победителем чемпионата. Сам же футболист отличился за сезон 15 забитыми голами и 6 результативными передачами во всех турнирах. 

#### Сезон 2023
Новый сезон футболист начал 26 февраля 2023 года с победы за Суперкубок Литвы, где победили клуб «Кауно Жальгирис». Первый матч в чемпионате футболист сыграл 5 марта 2023 года против клуба «Джюгас», выйдя в стартовом составе и отличившись первым в сезоне забитым голом. В матче 27 июня 2023 года против клуба «Кауно Жальгирис» футболист отличился забитым хет-триком. В следующем матче 2 июля 2023 года против клуба «Банга» футболист отличился забитым дублем. В июле 2023 года футболист вместе с клубом отправился на квалификационные матчи Лиги чемпионов УЕФА. Первый матч в рамках квалификаций сыграл 11 июля 2023 года против северомакедонской «Струги». Во втором квалификационном раунде по сумме матчей уступили турецкому «Галатасараю», против которого футболист также отличился забитым голом. Затем вместе с клубом уступил в квалификациях Лиги Европы УЕФА и Лиги конференций УЕФА шведскому «Хеккену» и венгерскому «Ференцварошу» соответственно. На протяжении сезона футболист был одним из лидеров атаки литовского клуба, вместе с которым стал серебряным призёром чемпионата, по итогу которого с 19 забитыми голами стал лучшим бомбардиром. Всего же за сезон футболист отличился 20 забитыми голами и 8 результативными передачами во всех турнирах.

### «Валансьен»
В конце ноября 2023 года французский клуб «Валансьен» объявил о переходе футболиста, с которым подписал пятилетний контракт. Дебютировал за клуб 5 января 2024 года в матче Кубка Франции против клуба «Саргемин», выйдя на замену на 61 минуте. Дебютный матч в чемпионате футболист сыграл 13 января 2024 года против «Амьена», выйдя на поле в стартовом составе. Дебютный гол за клуб футболист забил 28 февраля 2024 года в матче Кубка Франции против клуба «Руан».

## Достижения
«Жальгирис»
- Обладатель Кубка Литвы: 2022
- Чемпион Литвы: 2022
- Обладатель Суперкубка Литвы: 2023